# Meryl O'Hara Wood
Meryl O'Hara Wood, nata Waxman. (... – 6 maggio 1958), è stata una tennista australiana.
Nel 1923 sposò Pat O'Hara Wood, anch'egli tennista e suo connazionale.

## Biografia
Durante la sua carriera vinse il doppio all'Australian Open nel 1926 vincendo contro Daphne Akhurst Cozens e Marjorie Cox Crawford in tre set (6-3, 6-8, 8-6), compagna nell'occasione era Esna Boyd Robertson.
L'anno successivo si ritrovò in finale affrontando la sua ex compagna ma in coppia con Louise Bickerton ebbe la meglio su Esna Boyd e Sylvia Lance Harper in un doppio 6-3, ottenendo la sua seconda vittoria consecutiva.
Anni prima, nel 1924, era giunta in finale con Kathrine Le Mesurier ma venne eliminata dalla coppia formata da Daphne Akhurst Cozens e Sylvia Lance Harper, che in seguito batterà entrambe. Nel singolare il suo miglior piazzamento fu una semifinale conquistata nel 1928 dove venne eliminata da Daphne Akhurst.